# Cuoduo (socken i Kina, lat 30,07, long 94,03)
Cuoduo (kinesiska: 措多, 措多乡) är en socken i Kina. Den ligger i den autonoma regionen Tibet, i den sydvästra delen av landet, omkring 280 kilometer öster om regionhuvudstaden Lhasa. Antalet invånare är 4 676. Befolkningen består av 2 286 kvinnor och 2 390 män. Barn under 15 år utgör 39 %, vuxna 15-64 år 56 %, och äldre över 65 år 4,0 %.
Genomsnittlig årsnederbörd är 982 millimeter. Den regnigaste månaden är juni, med i genomsnitt 240 mm nederbörd, och den torraste är december, med 3 mm nederbörd.